# Mühlenberger Segel-Club
Der Mühlenberger Segel-Club (MSC) ist ein Segelverein mit Sitz an der Unterelbe in Hamburg.

## Geschichte

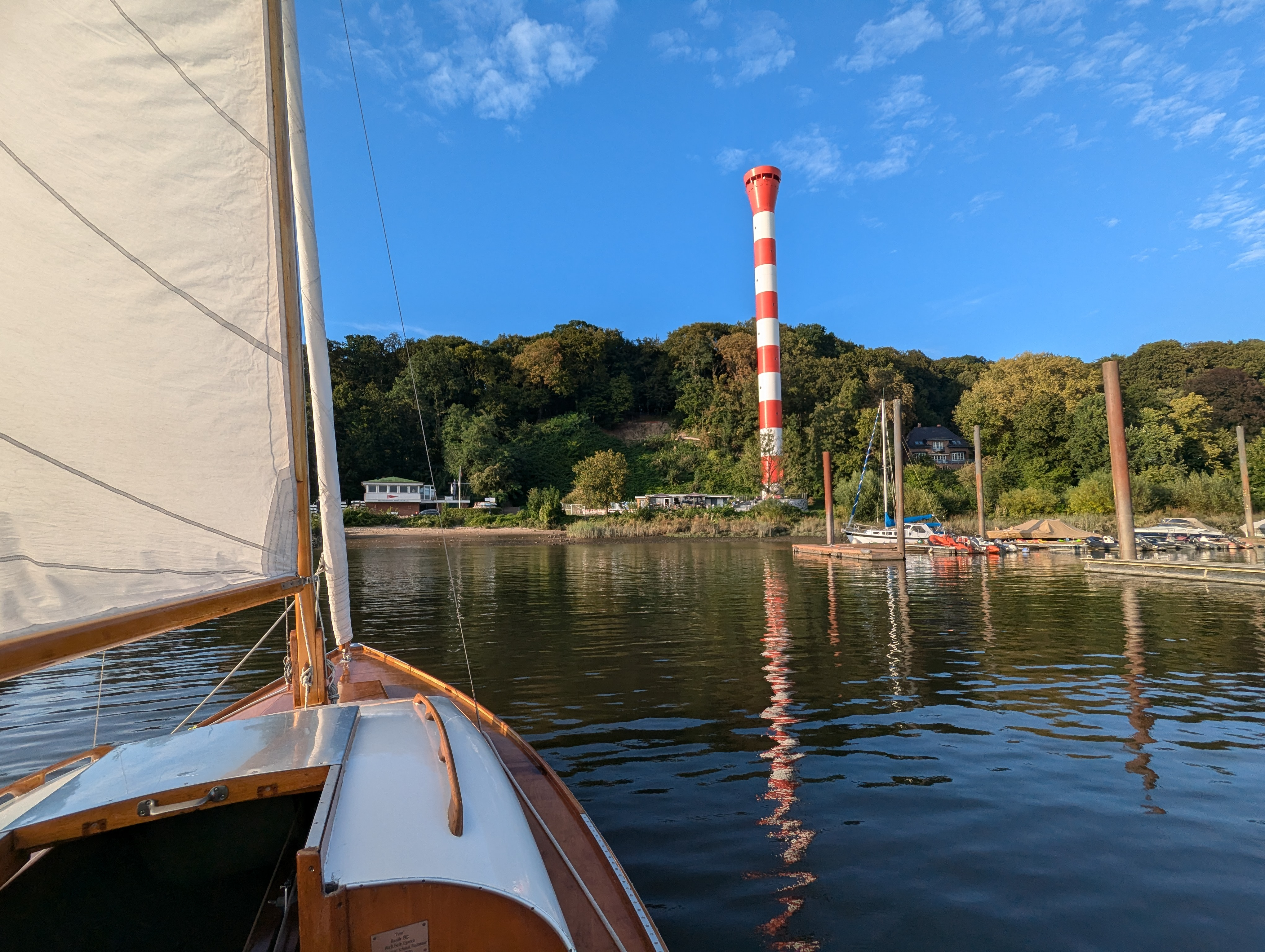
Der Jollenhafen Mühlenberg, im Hintergrund das MSC-Clubhaus und der Leuchtturm Oberfeuer Blankenese (2024)

Der Mühlenberger Segel-Club wurde im April 1961 „inoffiziell“ gegründet. Im Dezember 1961 fand die Hauptversammlung als offizielle Gründungsversammlung statt; im Januar 1962 trat der MSC dem Deutschen Segler-Verband bei und wurde ins Vereinsregister eingetragen. Der Vereinsname bezieht sich auf den Ortsteil Mühlenberg im Hamburger Stadtteil Blankenese.
1969–1970 wurde am Mühlenberg ein Jollenhafen errichtet, an dem auch das Vereinshaus des MSC steht. Der Jollenhafen wird von der Jollenhafen-Gemeinschaft Mühlenberg betrieben, der neben dem Mühlenberger Segel-Club unter anderem der Blankeneser Segel-Club, der Norddeutsche Regatta Verein, der Segelclub Rhe und die Segler-Vereinigung Altona-Oevelgönne als Mitgliedsvereine angehören.
Im Januar 2024 hatte der MSC 1.051 Mitglieder und war damit nach dem Yachtsport-Club Deutschland und dem Norddeutschen Regatta Verein drittgrößter Segelverein im Hamburger Sportbund.

## Seglerische Erfolge
Mitglieder des MSC ersegelten mehrfach beachtliche Erfolge. So errang MSC-Segler Frank Schönfeldt in diversen Bootsklassen über 20 deutsche Meistertitel und wurde Weltmeister im Piraten. 2013 wurde Jacob Ahlers und 2023 Noah Schweichler deutscher Meister im Optimisten. 2023 wurden Esther Rodenhausen und Luisa Becker U17 Weltmeisterinnen im 420er. 2024 qualifizierten sich die 49erFX-Seglerinnen Marla Bergmann und Hanna Wille für die Olympischen Spiele.

## Segel-Bundesliga und andere Vereinswettbewerbe
Der MSC segelte bisher in der ersten und zweiten Segel-Bundesliga. 2020 wurde der MSC erster deutscher Meister im E-Sailing. 2023 gewann der MSC den Deutsche-Segel-Liga-Pokal und wurde Dritter in der ersten Segel-Bundesliga; 2024 errang der MSC den Meistertitel in der ersten Segel-Bundesliga.